# Мустаміла
Мустамі́ла — невеликий острів в Червоному морі в архіпелазі Дахлак, належить Еритреї, адміністративно відноситься до району Дахлак регіону Семіен-Кей-Бахрі.

## Географія
Розташований на північний захід від острова Тор. Має овальну форму з піщаною вузькою косою на північному сході. Довжина 2,1 км, ширина 1,1-1,2 км. Зі сходу острів облямований кораловими рифами.